# Кодзь
Кодзь — река в России, протекает в Юрлинском районе Пермского края. Устье реки находится в 233 км по левому берегу реки Коса. Длина реки составляет 19 км. В 4,5 км от устья принимает слева реку Берёзовка.
Берёт начало на Верхнекамской возвышенности на границе с Кировской областью. Течёт в юго-восточном направлении, единственный населённый пункт на реке — посёлок Усть-Берёзовка, центр Усть-Березовского сельского поселения. В черте села в Кодзь впадает слева её крупнейший приток — Берёзовка. Прочие притоки — Локтевая (правый), Малая Кодзь (левый). Впадает в Косу четырьмя километрами южнее Усть-Берёзовки.

## Данные водного реестра
По данным государственного водного реестра России относится к Камскому бассейновому округу, водохозяйственный участок реки — Кама от истока до водомерного поста у села Бондюг, речной подбассейн реки — бассейны притоков Камы до впадения Белой. Речной бассейн реки — Кама.
По данным геоинформационной системы водохозяйственного районирования территории РФ, подготовленной Федеральным агентством водных ресурсов:
- Код водного объекта в государственном водном реестре — 10010100112111100002324
- Код по гидрологической изученности (ГИ) — 111100232
- Код бассейна — 10.01.01.001
- Номер тома по ГИ — 11
- Выпуск по ГИ — 1